# Élections législatives de 2017 dans le Morbihan
Les élections législatives françaises de 2017 se dérouleront les 11 et 18 juin 2017. Dans le département du Morbihan, six députés sont à élire dans le cadre de six circonscriptions.

## Élus
| Circonscription                                 | Député sortant       | Parti | Parti | Député élu ou réélu | Parti | Parti |
| ----------------------------------------------- | -------------------- | ----- | ----- | ------------------- | ----- | ----- |
| 1re                                             | Hervé Pellois        |       | DVG   | Hervé Pellois       |       | REM   |
| 2e                                              | Philippe Le Ray      |       | LR    | Jimmy Pahun         |       | DIV   |
| 3e                                              | Jean-Pierre Le Roch* |       | PS    | Nicole Le Peih      |       | REM   |
| 4e                                              | Paul Molac           |       | DVG   | Paul Molac          |       | REM   |
| 5e                                              | Gwendal Rouillard    |       | PS    | Gwendal Rouillard   |       | REM   |
| 6e                                              | Philippe Noguès      |       | DVG   | Jean-Michel Jacques |       | REM   |
| * député sortant ne se représentant pas en 2017 |                      |       |       |                     |       |       |

## Rappel des résultats départementaux des élections de 2012
| Parti          | Parti                             | Premier tour | Premier tour | Second tour | Second tour | Sièges |  |
| Parti          | Parti                             | Voix         | %            | Voix        | %           | Sièges |  |
| -------------- | --------------------------------- | ------------ | ------------ | ----------- | ----------- | ------ |  |
|                | Parti socialiste                  | 88 318       | 25,91        | 113 357     | 33,60       | 3      |  |
|                | Divers gauche dont MRC            | 31 857       | 9,35         |             |             | 0      |  |
|                | Europe Écologie Les Verts         | 10 946       | 3,21         | 0           |             |        |  |
|                | diss. Parti socialiste            | 4 108        | 1,21         | 32 733      | 9,70        | 1      |  |
|                | Majorité présidentielle           | 135 229      | 39,61        | 146 090     | 43,30       | 4      |  |
|                |                                   |              |              |             |             |        |  |
|                | Union pour un mouvement populaire | 100 827      | 29,58        | 127 183     | 37,69       | 0      |  |
|                | Divers droite dont DLR, PCD       | 18 169       | 5,33         | 31 942      | 9,47        | 1      |  |
|                | Alliance centriste                | 12 315       | 3,61         |             |             | 0      |  |
|                | Nouveau centre                    | 818          | 0,24         | 0           |             |        |  |
|                | Droite parlementaire              | 132 129      | 38,76        | 159 125     | 47,16       | 1      |  |
|                |                                   |              |              |             |             |        |  |
|                | Front national                    | 31 839       | 9,34         |             |             | 0      |  |
|                | Régionaliste                      | 18 092       | 5,31         | 32 197      | 9,54        | 1      |  |
|                | Front de gauche                   | 14 089       | 4,13         |             |             | 0      |  |
|                | Mouvement démocrate               | 5 310        | 1,56         | 0           |             |        |  |
|                | Extrême gauche dont LO et NPA     | 2 269        | 0,67         | 0           |             |        |  |
|                | Divers                            | 1 671        | 0,49         | 0           |             |        |  |
|                | Divers écologiste dont AÉI        | 266          | 0,08         | 0           |             |        |  |
|                |                                   |              |              |             |             |        |  |
| Inscrits       | Inscrits                          | 555 750      | 100,00       | 555 704     | 100,00      | 6      |  |
| Abstentions    | Abstentions                       | 209 477      | 37,69        | 208 923     | 37,6        |        |  |
| Votants        | Votants                           | 346 273      | 62,31        | 346 781     | 62,4        |        |  |
| Blancs et nuls | Blancs et nuls                    | 5 379        | 1,55         | 9 369       | 2,7         |        |  |
| Exprimés       | Exprimés                          | 340 894      | 98,45        | 337 412     | 97,3        |        |  |

## Résultats

### Résultats à l'échelle du département
|                                              |                                      |                           |                           |                          |                          |
|                                              |                                      | Premier tour 11 juin 2017 | Premier tour 11 juin 2017 | Second tour 18 juin 2017 | Second tour 18 juin 2017 |
|                                              |                                      |                           |                           |                          |                          |
|                                              |                                      | Nombre                    | % des inscrits            | Nombre                   | % des inscrits           |
| Inscrits                                     | Inscrits                             | 577 028                   | 100,00                    | 471 856                  | 100,00                   |
| Abstentions                                  | Abstentions                          | 261 904                   | 45,39                     | 256 563                  | 54,37                    |
| Votants                                      | Votants                              | 315 124                   | 54,61                     | 215 293                  | 45,63                    |
|                                              |                                      |                           | % des votants             |                          | % des votants            |
| Bulletins blancs                             | Bulletins blancs                     | 5 362                     | 1,70                      | 16 481                   | 7,66                     |
| Bulletins nuls                               | Bulletins nuls                       | 2 119                     | 0,67                      | 7 136                    | 3,31                     |
| Suffrages exprimés                           | Suffrages exprimés                   | 307 643                   | 97,63                     | 191 676                  | 89,03                    |
|                                              |                                      |                           |                           |                          |                          |
| Étiquette politique                          | Étiquette politique                  | Voix                      | % des exprimés            | Voix                     | % des exprimés           |
|                                              |                                      |                           |                           |                          |                          |
|                                              | La République en marche              | 110 865                   | 36,04                     | 93 313                   | 48,68                    |
|                                              | Les Républicains                     | 46 967                    | 15,27                     | 36 496                   | 19,04                    |
|                                              | La France insoumise                  | 33 455                    | 10,87                     | 23 889                   | 12,46                    |
|                                              | Front national                       | 28 200                    | 9,17                      |                          |                          |
|                                              | Divers                               | 18 770                    | 6,10                      | 21 223                   | 11,07                    |
|                                              | Union des démocrates et indépendants | 17 260                    | 5,61                      | 16 755                   | 8,74                     |
|                                              | Europe Écologie Les Verts            | 12 474                    | 4,05                      |                          |                          |
|                                              | Régionaliste                         | 10 097                    | 3,28                      |                          |                          |
|                                              | Parti socialiste                     | 6 295                     | 2,05                      |                          |                          |
|                                              | Divers droite                        | 5 946                     | 1,93                      |                          |                          |
|                                              | Divers gauche                        | 5 563                     | 1,81                      |                          |                          |
|                                              | Debout la France                     | 4 140                     | 1,35                      |                          |                          |
|                                              | Parti communiste français            | 3 416                     | 1,11                      |                          |                          |
|                                              | Extrême gauche                       | 2 509                     | 0,82                      |                          |                          |
|                                              | Extrême droite                       | 1 298                     | 0,42                      |                          |                          |
|                                              | Écologiste                           | 388                       | 0,13                      |                          |                          |
| Source : Ministère de l'Intérieur - Morbihan |                                      |                           |                           |                          |                          |

### Résultats par circonscription

#### Première circonscription
Député sortant : Hervé Pellois (Divers gauche).
|                                                                          |                                                                               |                           |                           |                          |                          |
|                                                                          |                                                                               | Premier tour 11 juin 2017 | Premier tour 11 juin 2017 | Second tour 18 juin 2017 | Second tour 18 juin 2017 |
|                                                                          |                                                                               |                           |                           |                          |                          |
|                                                                          |                                                                               | Nombre                    | % des inscrits            | Nombre                   | % des inscrits           |
| Inscrits                                                                 | Inscrits                                                                      | 105 394                   | 100,00                    | 105 388                  | 100,00                   |
| Abstentions                                                              | Abstentions                                                                   | 45 975                    | 43,62                     | 56 145                   | 53,27                    |
| Votants                                                                  | Votants                                                                       | 59 419                    | 56,38                     | 49 243                   | 46,73                    |
|                                                                          |                                                                               |                           | % des votants             |                          | % des votants            |
| Bulletins blancs                                                         | Bulletins blancs                                                              | 783                       | 1,32                      | 2 867                    | 5,82                     |
| Bulletins nuls                                                           | Bulletins nuls                                                                | 262                       | 0,44                      | 977                      | 1,98                     |
| Suffrages exprimés                                                       | Suffrages exprimés                                                            | 58 374                    | 98,24                     | 45 399                   | 92,19                    |
|                                                                          |                                                                               |                           |                           |                          |                          |
| Candidat Étiquette politique (partis et alliances)                       | Candidat Étiquette politique (partis et alliances)                            | Voix                      | % des exprimés            | Voix                     | % des exprimés           |
|                                                                          |                                                                               |                           |                           |                          |                          |
|                                                                          | Hervé Pellois (député sortant) La République en marche                        | 25 916                    | 44,40                     | 29 243                   | 64,41                    |
|                                                                          | Christine Penhouet Les Républicains                                           | 9 746                     | 16,70                     | 16 156                   | 35,59                    |
|                                                                          | Céline Meneses La France insoumise                                            | 5 237                     | 8,97                      |                          |                          |
|                                                                          | Bertrand Iragne Front national                                                | 4 105                     | 7,03                      |                          |                          |
|                                                                          | Hortense Le Pape Divers droite (Alliance centriste)                           | 3 751                     | 6,43                      |                          |                          |
|                                                                          | Pascal Baudont Europe Écologie Les Verts                                      | 2 863                     | 4,90                      |                          |                          |
|                                                                          | Odile Monnet Union des démocrates et indépendants                             | 1 968                     | 3,37                      |                          |                          |
|                                                                          | Jean-François Hervieu Debout la France                                        | 923                       | 1,58                      |                          |                          |
|                                                                          | Anita Kervadec Parti communiste français                                      | 776                       | 1,33                      |                          |                          |
|                                                                          | Cédric de Lagarde Divers droite (Parti chrétien-démocrate)                    | 577                       | 0,99                      |                          |                          |
|                                                                          | David Vigent Divers (Parti animaliste)                                        | 576                       | 0,99                      |                          |                          |
|                                                                          | Laurence Dumas Régionaliste (Oui la Bretagne - Union démocratique bretonne)   | 567                       | 0,97                      |                          |                          |
|                                                                          | Jean-Jacques Page Régionaliste (Mouvement 100 % - Parti fédéraliste européen) | 400                       | 0,69                      |                          |                          |
|                                                                          | Claudine Duval Divers (Union populaire républicaine)                          | 369                       | 0,63                      |                          |                          |
|                                                                          | Laurent Louis Extrême droite (Parti de la France)                             | 360                       | 0,62                      |                          |                          |
|                                                                          | Patrice Crunil Lutte ouvrière                                                 | 240                       | 0,41                      |                          |                          |
| Source : Ministère de l'Intérieur - Première circonscription du Morbihan |                                                                               |                           |                           |                          |                          |

#### Deuxième circonscription
Député sortant : Philippe Le Ray (Les Républicains).
|                                                                          |                                                                                          |                           |                           |                          |                          |
|                                                                          |                                                                                          | Premier tour 11 juin 2017 | Premier tour 11 juin 2017 | Second tour 18 juin 2017 | Second tour 18 juin 2017 |
|                                                                          |                                                                                          |                           |                           |                          |                          |
|                                                                          |                                                                                          | Nombre                    | % des inscrits            | Nombre                   | % des inscrits           |
| Inscrits                                                                 | Inscrits                                                                                 | 104 335                   | 100,00                    | 104 281                  | 100,00                   |
| Abstentions                                                              | Abstentions                                                                              | 47 475                    | 45,50                     | 56 136                   | 53,83                    |
| Votants                                                                  | Votants                                                                                  | 56 860                    | 54,50                     | 48 145                   | 46,17                    |
|                                                                          |                                                                                          |                           | % des votants             |                          | % des votants            |
| Bulletins blancs                                                         | Bulletins blancs                                                                         | 1 178                     | 2,07                      | 4 509                    | 9,37                     |
| Bulletins nuls                                                           | Bulletins nuls                                                                           | 577                       | 1,01                      | 2 073                    | 4,31                     |
| Suffrages exprimés                                                       | Suffrages exprimés                                                                       | 55 105                    | 96,91                     | 41 563                   | 86,33                    |
|                                                                          |                                                                                          |                           |                           |                          |                          |
| Candidat Étiquette politique (partis et alliances)                       | Candidat Étiquette politique (partis et alliances)                                       | Voix                      | % des exprimés            | Voix                     | % des exprimés           |
|                                                                          |                                                                                          |                           |                           |                          |                          |
|                                                                          | Jimmy Pahun Divers                                                                       | 15 922                    | 28,89                     | 21 223                   | 51,06                    |
|                                                                          | Philippe Le Ray (député sortant) Les Républicains (Union des démocrates et indépendants) | 14 821                    | 26,90                     | 20 340                   | 48,94                    |
|                                                                          | David Jan La France insoumise                                                            | 5 767                     | 10,47                     |                          |                          |
|                                                                          | Éric Fordos Front national                                                               | 5 145                     | 9,34                      |                          |                          |
|                                                                          | Stéphanie Le Squer Parti socialiste                                                      | 4 455                     | 8,08                      |                          |                          |
|                                                                          | Didier Coupeau Europe Écologie Les Verts                                                 | 3 072                     | 5,57                      |                          |                          |
|                                                                          | Gwenhaëlle Le Déléter Parti communiste français                                          | 1 180                     | 2,14                      |                          |                          |
|                                                                          | Véronique Coquil Régionaliste (Oui la Bretagne)                                          | 1 001                     | 1,82                      |                          |                          |
|                                                                          | Pascale Moriss Debout la France                                                          | 897                       | 1,63                      |                          |                          |
|                                                                          | Alain Malardé Régionaliste (Parti breton)                                                | 825                       | 1,50                      |                          |                          |
|                                                                          | Yves Cau-Duparc Régionaliste (Gaullistes bretons)                                        | 729                       | 1,32                      |                          |                          |
|                                                                          | Vincent Lebeuf Divers droite (Parti chrétien-démocrate)                                  | 623                       | 1,13                      |                          |                          |
|                                                                          | Cyril Le Bail Lutte ouvrière                                                             | 364                       | 0,66                      |                          |                          |
|                                                                          | Alexandra Bert Divers (Union populaire républicaine)                                     | 304                       | 0,55                      |                          |                          |
| Source : Ministère de l'Intérieur - Deuxième circonscription du Morbihan |                                                                                          |                           |                           |                          |                          |

#### Troisième circonscription
Député sortant : Jean-Pierre Le Roch (Parti socialiste).
|                                                                           |                                                     |                           |                           |                          |                          |
|                                                                           |                                                     | Premier tour 11 juin 2017 | Premier tour 11 juin 2017 | Second tour 18 juin 2017 | Second tour 18 juin 2017 |
|                                                                           |                                                     |                           |                           |                          |                          |
|                                                                           |                                                     | Nombre                    | % des inscrits            | Nombre                   | % des inscrits           |
| Inscrits                                                                  | Inscrits                                            | 90 779                    | 100,00                    | 90 782                   | 100,00                   |
| Abstentions                                                               | Abstentions                                         | 41 163                    | 45,34                     | 50 225                   | 55,32                    |
| Votants                                                                   | Votants                                             | 49 616                    | 54,66                     | 40 557                   | 44,68                    |
|                                                                           |                                                     |                           | % des votants             |                          | % des votants            |
| Bulletins blancs                                                          | Bulletins blancs                                    | 859                       | 1,73                      | 2 577                    | 6,35                     |
| Bulletins nuls                                                            | Bulletins nuls                                      | 410                       | 0,83                      | 1 576                    | 3,89                     |
| Suffrages exprimés                                                        | Suffrages exprimés                                  | 48 347                    | 97,44                     | 36 404                   | 89,76                    |
|                                                                           |                                                     |                           |                           |                          |                          |
| Candidat Étiquette politique (partis et alliances)                        | Candidat Étiquette politique (partis et alliances)  | Voix                      | % des exprimés            | Voix                     | % des exprimés           |
|                                                                           |                                                     |                           |                           |                          |                          |
|                                                                           | Nicole Le Peih La République en marche              | 19 966                    | 41,30                     | 24 064                   | 66,10                    |
|                                                                           | Marie-Madeleine Doré-Lucas La France insoumise      | 5 723                     | 11,84                     | 12 340                   | 33,90                    |
|                                                                           | Soizic Perrault Les Républicains                    | 5 537                     | 11,45                     |                          |                          |
|                                                                           | Benoît Rolland Union des démocrates et indépendants | 5 313                     | 10,99                     |                          |                          |
|                                                                           | Sylvie Baud Front national                          | 5 308                     | 10,98                     |                          |                          |
|                                                                           | Marie-Christine Le Mouël Parti socialiste           | 1 840                     | 3,81                      |                          |                          |
|                                                                           | Patrick Naizain Europe Écologie Les Verts           | 1 653                     | 3,42                      |                          |                          |
|                                                                           | Anne Sorel Régionaliste (Oui la Bretagne)           | 752                       | 1,56                      |                          |                          |
|                                                                           | Jérôme Bouché Debout la France                      | 677                       | 1,40                      |                          |                          |
|                                                                           | Jean-Luc Jacquin Régionaliste (Parti breton)        | 537                       | 1,11                      |                          |                          |
|                                                                           | Christelle Jarny Lutte ouvrière                     | 406                       | 0,84                      |                          |                          |
|                                                                           | Alain Lyon Extrême droite (Parti de la France)      | 385                       | 0,80                      |                          |                          |
|                                                                           | Éric Le Pendu Divers (Union populaire républicaine) | 250                       | 0,52                      |                          |                          |
| Source : Ministère de l'Intérieur - Troisième circonscription du Morbihan |                                                     |                           |                           |                          |                          |

#### Quatrième circonscription
Député sortant : Paul Molac (La République en marche).
|                                                                           |                                                       |                           |                |
|                                                                           |                                                       | Premier tour 11 juin 2017 |                |
|                                                                           |                                                       |                           |                |
|                                                                           |                                                       | Nombre                    | % des inscrits |
| Inscrits                                                                  | Inscrits                                              | 105 109                   | 100,00         |
| Abstentions                                                               | Abstentions                                           | 48 060                    | 45,72          |
| Votants                                                                   | Votants                                               | 57 049                    | 54,28          |
|                                                                           |                                                       |                           | % des votants  |
| Bulletins blancs                                                          | Bulletins blancs                                      | 898                       | 1,57           |
| Bulletins nuls                                                            | Bulletins nuls                                        | 293                       | 0,51           |
| Suffrages exprimés                                                        | Suffrages exprimés                                    | 55 858                    | 97,91          |
|                                                                           |                                                       |                           |                |
| Candidat Étiquette politique (partis et alliances)                        | Candidat Étiquette politique (partis et alliances)    | Voix                      | % des exprimés |
|                                                                           |                                                       |                           |                |
|                                                                           | Paul Molac (député sortant) La République en marche   | 30 166                    | 54,00          |
|                                                                           | Marie-Hélène Herry Les Républicains                   | 8 074                     | 14,45          |
|                                                                           | Cécile Buchet La France insoumise                     | 6 791                     | 12,16          |
|                                                                           | Agnès Richard Front national                          | 5 667                     | 10,15          |
|                                                                           | Nathalie Landriau-Berhault Europe Écologie Les Verts  | 2 285                     | 4,09           |
|                                                                           | David Cabas Debout la France                          | 952                       | 1,70           |
|                                                                           | Jean-Louis Amisse Lutte ouvrière                      | 638                       | 1,14           |
|                                                                           | Jean-Paul Félix Extrême droite (Parti de la France)   | 553                       | 0,99           |
|                                                                           | Christine Rault Divers (Union populaire républicaine) | 377                       | 0,67           |
|                                                                           | Bernard Huet Divers droite                            | 349                       | 0,62           |
|                                                                           | France Savelli Écologiste (Parti radical)             | 6                         | 0,01           |
| Source : Ministère de l'Intérieur - Quatrième circonscription du Morbihan |                                                       |                           |                |

#### Cinquième circonscription
Député sortant : Gwendal Rouillard (La République en marche).
|                                                                           |                                                                          |                           |                           |                          |                          |
|                                                                           |                                                                          | Premier tour 11 juin 2017 | Premier tour 11 juin 2017 | Second tour 18 juin 2017 | Second tour 18 juin 2017 |
|                                                                           |                                                                          |                           |                           |                          |                          |
|                                                                           |                                                                          | Nombre                    | % des inscrits            | Nombre                   | % des inscrits           |
| Inscrits                                                                  | Inscrits                                                                 | 80 708                    | 100,00                    | 80 704                   | 100,00                   |
| Abstentions                                                               | Abstentions                                                              | 39 016                    | 48,34                     | 45 562                   | 56,46                    |
| Votants                                                                   | Votants                                                                  | 41 692                    | 51,66                     | 35 142                   | 43,54                    |
|                                                                           |                                                                          |                           | % des votants             |                          | % des votants            |
| Bulletins blancs                                                          | Bulletins blancs                                                         | 823                       | 1,97                      | 2 977                    | 8,47                     |
| Bulletins nuls                                                            | Bulletins nuls                                                           | 195                       | 0,47                      | 860                      | 2,45                     |
| Suffrages exprimés                                                        | Suffrages exprimés                                                       | 40 674                    | 97,56                     | 31 305                   | 89,08                    |
|                                                                           |                                                                          |                           |                           |                          |                          |
| Candidat Étiquette politique (partis et alliances)                        | Candidat Étiquette politique (partis et alliances)                       | Voix                      | % des exprimés            | Voix                     | % des exprimés           |
|                                                                           |                                                                          |                           |                           |                          |                          |
|                                                                           | Gwendal Rouillard (député sortant) La République en marche               | 17 367                    | 42,70                     | 19 756                   | 63,11                    |
|                                                                           | Alexandre Scheuer La France insoumise                                    | 4 956                     | 12,18                     | 11 549                   | 36,89                    |
|                                                                           | David Drégoire Les Républicains                                          | 4 492                     | 11,04                     |                          |                          |
|                                                                           | Christian Mouton Front national                                          | 3 642                     | 8,95                      |                          |                          |
|                                                                           | Teaki Dupont Union des démocrates et indépendants                        | 3 150                     | 7,74                      |                          |                          |
|                                                                           | Damien Girard Europe Écologie Les Verts                                  | 2 601                     | 6,39                      |                          |                          |
|                                                                           | Delphine Alexandre Parti communiste français                             | 1 460                     | 3,59                      |                          |                          |
|                                                                           | Gaël Briand Régionaliste (Oui la Bretagne - Union démocratique bretonne) | 895                       | 2,20                      |                          |                          |
|                                                                           | Aurore Boisvert Divers (Parti animaliste)                                | 548                       | 1,35                      |                          |                          |
|                                                                           | Allain Le Boudouil Écologiste                                            | 382                       | 0,94                      |                          |                          |
|                                                                           | Mathieu Piro Lutte ouvrière                                              | 362                       | 0,89                      |                          |                          |
|                                                                           | Laurence Hermann Divers droite (Parti chrétien-démocrate)                | 318                       | 0,78                      |                          |                          |
|                                                                           | Florence Kempeners Divers gauche (Nouvelle Donne)                        | 290                       | 0,71                      |                          |                          |
|                                                                           | Jordy Mazé Divers (Union populaire républicaine)                         | 211                       | 0,52                      |                          |                          |
| Source : Ministère de l'Intérieur - Cinquième circonscription du Morbihan |                                                                          |                           |                           |                          |                          |

#### Sixième circonscription
Député sortant : Philippe Noguès (Divers gauche).
|                                                                         | |                           |                           |                          |                          |
|                                                                         | | Premier tour 11 juin 2017 | Premier tour 11 juin 2017 | Second tour 18 juin 2017 | Second tour 18 juin 2017 |
|                                                                         | |                           |                           |                          |                          |
|                                                                         | | Nombre                    | % des inscrits            | Nombre                   | % des inscrits           |
| Inscrits                                                                | Inscrits                                                                                               | 90 703                    | 100,00                    | 90 701                   | 100,00                   |
| Abstentions                                                             | Abstentions                                                                                            | 40 215                    | 44,34                     | 48 495                   | 53,47                    |
| Votants                                                                 | Votants                                                                                                | 50 488                    | 55,66                     | 42 206                   | 46,53                    |
|                                                                         | |                           | % des votants             |                          | % des votants            |
| Bulletins blancs                                                        | Bulletins blancs                                                                                       | 821                       | 1,63                      | 3 551                    | 8,41                     |
| Bulletins nuls                                                          | Bulletins nuls                                                                                         | 382                       | 0,76                      | 1 650                    | 3,91                     |
| Suffrages exprimés                                                      | Suffrages exprimés                                                                                     | 49 285                    | 97,62                     | 37 005                   | 87,68                    |
|                                                                         | |                           |                           |                          |                          |
| Candidat Étiquette politique (partis et alliances)                      | Candidat Étiquette politique (partis et alliances)                                                     | Voix                      | % des exprimés            | Voix                     | % des exprimés           |
|                                                                         | |                           |                           |                          |                          |
|                                                                         | Jean-Michel Jacques La République en marche                                                            | 17 450                    | 35,41                     | 20 250                   | 54,72                    |
|                                                                         | Gwenn Le Nay Union des démocrates et indépendants                                                      | 6 829                     | 13,86                     | 16 755                   | 45,28                    |
|                                                                         | Philippe Noguès (député sortant) Divers gauche (Parti communiste français - Europe Écologie Les Verts) | 5 273                     | 10,70                     |                          |                          |
|                                                                         | David Guillemet La France insoumise                                                                    | 4 981                     | 10,11                     |                          |                          |
|                                                                         | Yvan Chichery Front national                                                                           | 4 333                     | 8,79                      |                          |                          |
|                                                                         | Anne-Maud Goujon Les Républicains                                                                      | 4 297                     | 8,72                      |                          |                          |
|                                                                         | Christian Derrien Régionaliste (Oui la Bretagne - Union démocratique bretonne)                         | 3 724                     | 7,56                      |                          |                          |
|                                                                         | Joël Le Guellec Debout la France                                                                       | 691                       | 1,40                      |                          |                          |
|                                                                         | Dominique Yvon Régionaliste (Parti breton)                                                             | 667                       | 1,35                      |                          |                          |
|                                                                         | Kelig Lagrée Lutte ouvrière                                                                            | 499                       | 1,01                      |                          |                          |
|                                                                         | Henri de Bronac Divers droite                                                                          | 328                       | 0,67                      |                          |                          |
|                                                                         | Erwan Penin Divers (Union populaire républicaine)                                                      | 213                       | 0,43                      |                          |                          |
| Source : Ministère de l'Intérieur - Sixième circonscription du Morbihan | |                           |                           |                          |                          |